# Rainer Schoch (Paläontologe)
Rainer Schoch (* 1970 in Ludwigshafen am Rhein) ist ein deutscher Paläoherpetologe, Kurator am Staatlichen Museum für Naturkunde Stuttgart und Professor für Paläontologie an der Universität Hohenheim.

## Leben
Schoch studierte von 1990 bis 1995 Geologie und Paläontologie an der Universität Tübingen (Diplom 1995) und wurde 1997 über Mastodonsaurus (aus dem Lettenkeuper von Kupferzell) promoviert. Seine akademischen Lehrer waren Frank Westphal und Wolf-Ernst Reif.
Er war danach zu Forschungsaufenthalten an der University of California, Berkeley, New York City, Johannesburg, Moskau, London und Albuquerque. 2001 bis 2002 war er Kustos am Museum für Naturkunde Berlin und Dozent an der Humboldt-Universität Berlin. Seit 2002 ist er Kurator am Naturkundemuseum in Stuttgart. Seit dieser Zeit forschte er unter anderem in den USA, China, Katar, Sibirien, Argentinien und Brasilien. Seit 2007 führt er Grabungen an der klassischen schwäbischen Dinosaurierfundstelle in der Trias von Trossingen und bei Vellberg in Hohenlohe durch und organisierte die Große Landesausstellung Saurier – Erfolgsmodelle der Evolution in Stuttgart 2007. Er ist auch im Rahmen des Denkmalschutzes in Baden-Württemberg für Fossilienfundstellen wie die in Holzmaden zuständig. Schoch ist Mitherausgeber der Fachzeitschriften Acta Zoologica und Palaeodiversity. Seit 2023 ist Schoch einer der stellvertretenden Vorsitzenden der Gesellschaft für Naturkunde in Württemberg.

## Forschungsschwerpunkte
Den systematischen Schwerpunkt seiner Arbeiten bilden die frühen Tetrapoden, vor allem die Temnospondylen. Dabei beschäftigt sich Schoch insbesondere mit evolutionsbiologischen Fragen, beispielsweise der Entstehung der Larvenentwicklung und der Evolution der Metamorphose. An paläozoischen und triassischen Amphibien untersuchte er die Evolution von phänotypischer Plastizität.
Er beschrieb mehrere neue Tetrapoden-Gattungen (z. B. Trematolestes, Callistomordax, Madygenerpeton, Bystrowiella, Glanochthon und Scapanops). Daneben arbeitet er auch über triassische Reptilien (Diapsiden), so z. B. über Aetosaurier Rauisuchier und Archosauriformes.
So entdeckte er im Unteren Keuper von Vellberg die ältesten Nachweise von Brückenechsen.
Die erdgeschichtlichen Schwerpunkte von Schochs Arbeit liegen im späten Paläozoikum (Karbon, Perm) und in der Trias. Neben den wissenschaftlichen Grabungen bei Vellberg leitet er auch die weitere Auswertung der zahlreichen Reptil- und Amphibien-Funde, die 1977 bei Kupferzell im Lettenkeuper gemacht wurden. Ausgehend von triassischen Amphibien und Reptil-Funden untersucht er die Entstehung von Fossillagerstätten.
Zusammen mit Erin Maxwell und Marta Fernandez untersuchte Schoch einen Ichthyosaurier aus dem Dogger vor rund 175 Millionen Jahren, einem erdgeschichtlichen Zeitfenster, aus dem bisher keine derartigen Funde bekannt waren.
2015 beschrieb Schoch zusammen mit Hans-Dieter Sues erstmals die Gattung Pappochelys. Der Fund eines etwa 240 Millionen Jahre alten Fossils in Vellberg in der Nähe von Schwäbisch Hall ist von allgemeiner Bedeutung für die Herkunft der Schildkröten und die Systematik aller Reptilien. Er sorgte für weltweite Aufmerksamkeit. 2020 wurde vom Fundort Vellberg ein früher Vertreter der Schuppenechsen (Velbergia bartholomaei) aus der Trias (Alter 240 Mill. Jahre) von Schoch und Kollegen beschrieben. Er stammte aus der gleichen Schicht wie die 2015 gefundene Urschildkröte Pappochelys. In der Trias war dort ein kleiner See. Gefunden wurden dort auch Verwandte der Krokodile und 5 m lange Amphibien.
Ausgehend von einem Neufund konnte Schoch im Jahr 2020 zusammen mit Ralf Werneburg und Sebastian Voigt die 1978 erstbeschriebene Art Triassurus sixtelae aus dem Übergangsbereich von Mittlerer und Oberer Trias von Kirgisien, deren systematische Position lange Zeit unklar war, als geologisch ältesten Vertreter der Schwanzlurche identifizieren.

## Auszeichnungen
- 1997 erhielt er den Walter-Schall-Preis der Gesellschaft für Naturkunde in Württemberg.[33]

- 2010 erhielt er den Friedrich-von-Alberti-Preis.

## Schriften
- mit A. R. Milner: Stereospondyli. In: P. Wellnhofer (Hrsg.): Handbuch der Paläoherpetologie. Band 3B. 203 S.; Verlag Dr. Friedrich Pfeil, München 2000
- Kupferzell. Saurier aus den Keupersümpfen, Stuttgarter Beiträge zur Naturkunde, C, Band 61, 2006, S. 1–79
- Herausgeber: Saurier. Expedition in die Urzeit, Thorbecke 2007
- The evolution of life cycles in early amphibians. In: Annual Review of Earth and Planetary Sciences 37, 2009, S. 135–162
- Amphibian Evolution. The Life of Early Land Vertebrates, Wiley-Blackwell, New Jersey, 2014, ISBN 978-0-470-67177-1
- mit A. R. Milner: Temnospondyli. In: H. D. Sues (Hrsg.): Handbuch der Paläoherpetologie. Band 3A2. Verlag Dr. Friedrich Pfeil, München 2014
- Frühe Tetrapoda. In: Wilfried Westheide, Reinhard Rieger: Spezielle Zoologie Teil 2: Wirbel und Schädeltiere, 1. Auflage, Spektrum Akademischer Verlag Heidelberg – Berlin, 2004, ISBN 3-8274-0307-3
- Comparative anatomy of Mastodonsaurus giganteus Jaeger 1833 from the Lettenkeuper (Ladinian) of Kupferzell (SW-Germany), and the phylogeny and evolution of Capitosaur amphibians. Dissertation, Universität Tübingen, 1998.
- Die Frühzeit der Saurier in Deutschland, Verlag Dr. Friedrich Pfeil, München 2017, ISBN 978-3-89937-219-9